# Бранко Михаиловић
Бранко Михаиловић (Скопље, 1921 — Београд, 7. новембар 1995) био је српски и југословенски правник, резервни потпоручник Југословенске војске и 21. српске бригаде Народноослободилачке војске Југославије, заточеник Бањичког логора и затвора Голи оток, као и најстарији син генерала Драгољуба Драже Михаиловића.

## Младост и образовање
Рођен је 1921. године у Скопљу, као прво дете капетана II класе Драгољуба Михаиловића и Јелице Бранковић, кћерке пешадијског пуковника Јеврема Бранковића и сестре Боривоја Бранковића, Дражиног класног друга из Ниже школе Војне академије.
Уочи рата, матурирао је у Шестој мушкој гимназији у Београду. Као ђак гимназије, Бранко је читао роман „Како се калио челик” Николаја Островског, који је на њега оставио јак утисак. Читао је и дела Максима Горког. Изградио се као русофил. Добио је очеву подршку да не уписује Војну академију, већ да почне студије на Правном факултету Универзитета у Београду, које је морао да прекине услед почетка рата.

## Други светски рат

### До 1944. године
Бранко је наводно још почетком 1941. године, без очевог знања, постао члан Савеза комунистичке омладине Југославије (СКОЈ).
Ја сам још као средњошколац, непосредно пред рат, био захваћен тим такозваним напредним покретом. Примљен сам у СКОЈ 1941. године, пре него што се за покрет мога оца и знало… Био сам инфициран, индоктриниран…
На почетку Другог светског рата у Југославији, налазио се са мајком Јелицом, братом и сестром у очевој кући на Црвеном крсту у Београду (Брегалничка бр. 24). Када им се отац први пут јавио у јуну 1941. године, заједно су отишли у Струганик и живели на имању мајора Александра Мишића, сина војводе Живојина Мишића и саборца пуковника Драже Михаиловића. Поручник Јакша Ђеловић, пратилац пуковника Михаиловића, оставио је запис да је Бранко помогао да се један од заробљених партизана којег је знао из Београда, пусти на слободу, мада је свакако била идеја да се то учини, пошто је установљено да није крив. То му је замерио Драгиша Васић.
Крајем 1941. године, Јелица, Бранко и Гордана су се вратили у Београд, где их је ухапсио Гестапо и кратко држао у затвору на Обилићевом венцу. Поново су ухапшени у јануару 1942. године и одведени у Бањички логор. Пуштени су током марта и у јулу се склонили у село Кадина Лука код Љига. Пошто је Српска државна стража у првој половини септембра извршила рацију и ухапсила Јелицу, која је поново одведена у логор на Бањици, Бранко и Гордана су се вратили у Београд. Привремено су живели на Бежанији, а Јелица је сазнала да ће и њих довести, па им је поручила да се склоне. Бранко је покушао да преко другова из СКОЈ-а оде у партизане, али они нису били заинтересовани да му помогну. Евакуисала их је четничка београдска илегала и пребацила у Косјерић, где проводе већи део 1943. и 1944. године.
Пошто је један део Горданиног личног дневника, која је такође припадала СКОЈ-у, преко Драгише Васића и Николе Калабића дошао до њиховог оца, он их је оштро укорио речима да га цела Србија поштује, али не и његова деца. Бранко је одрицао постојање било какве сарадње ЈВуО са окупационим снагама и тврдио да је му ништа нарочито није сметало унутар ЈВуО:
...одмах да кажем, нисам видео никакву сарадњу са Немцима, јер сарадње није ни било. (...) Док сам био са четницима, ја сам са свима био добар. То је била двина група. Група равногорских омладинаца у Косјерићу, са којом сам се дружио, били су дивни дечаци и ту никаквих проблема није било...
Одбио је предлог Милорада Драшковића да учествује на Првом конгресу Југословенске равногорске омладине у Прањанима, 13. и 14. јануара 1944. године. Од априла до маја 1944. године је завршио Школу за резервне официре у Брајићима и стекао чин резервног потпоручника. Додељен је Пратећој чети Косјерићке бригаде ЈВуО. Бригада је укључена у састав Петог јуришног корпуса Четврте групе јуришних корпуса под командом мајора Драгослава Рачића и борила се против партизана у Топлици. Међутим, Бранко је убрзо враћен у Косјерић, због лошег понашања и више му није дато оружје. Иако ће касније тврдити да није испалио ниједан метак на партизане, узевши у обзир његов распоред у овим догађајима, остаје упитно.
У селу Рошци се сусрео са мајком, која је јануара 1944. године пуштена из Бањичког логора на захтев генерала Милана Недића и Хермана Нојбахера, као гест добре воље, не би ли приволели Михаиловића на сарадњу. Тада се она сусрела са супругом, једини пут током читавог рата, а ту су били Бранко и Гордана.

### Прелазак у партизане
У Субјелу се 1944. године последњи пут видео са оцем. Тада му је показао дурбин са посветом, који је добио од британског фелдмаршала Харолда Александера, врховног савезничког заповедника Медитерана. Бранко и Гордана су се налазили у Косјерићу, где их је чувала група коју су чинили Мијалко Перишић, Остоја Савић и Лука Јевтић. И даље под снажним утицајем марксистичке литературе, Бранко је решен да пребегне партизанима, али се самостално није одлучивао на такав потез.
Мијалко Перишић је тврдио да су партизани заробили њега, Бранка, Гордану, Савића и Јевтића код Косјерића, након чега су им Бранко и Гордана открили ко су, а за Перишића, Савића и Јевтића тврдили да су обични чобани које су успут срели, те су њих пустили. Бранко је тврдио да се у Ваљеву 12. септембра 1944. године добровољно предао Мијалку Тодоровићу, политичком комесару Првог пролетерског корпуса. Али како су у Ваљево партизани ушли 15. септембра, а борбе водили до 18. септембра, врло је вероватно да су Бранко и Гордана заробљени према првој причи. Ново време је већ 21. септембра објавило да су заробљени син и кћерка Драже Михаиловића. Без обзира на све, Дража Михаиловић и млађи син Војислав су веровали да се Бранко добровољно придружио партизанима.
У Политици је 31. октобра 1944. године, изашао чланак под насловом „Деца Драже Михаиловића одричу се свога недостојног оца”, уз пратећу фотографију на којој су Бранко и Гордана док потписују изјаве. Сличне прилоге су доносили и други листови, попут Борбе. Бранко је касније тврдио како се не сећа шта је стајало у тој изјави и да ју је написао код Пека Дапчевића у штабу Првог пролетерског корпуса.
Бранко је завршио једномесечни командни курс и био распоређен у 21. српску дивизију Народноослободилачке војске Југославије. Упућен је на Сремски фронт, где је командовао једном артиљеријском батеријом. У данима када је његов брат Војислав погинуо у борби против партизана на Зеленгори, Бранко је ушао као ослободилац у Кумровец, родно место Јосипа Броза Тита. По капитулацији Немачке, прекомандован је у Ниш.

## Живот након рата
Демобилисан је у марту 1946. године, како би наставио ратом прекинуте студије на Правном факултету Универзитета у Београду, где је ускоро и дипломирао.
У неком тренутку је постао члан Комунистичке партије Југославије. Запослио се у Статистичком уреду Владе Народне Републике Србије.
Ниједном није посетио свог оца у затвору, након хапшења и за време суђења 1946. године.

### Голи оток
Ухапшен је 13. јануара 1951. године под оптужбом да је изјавио подршку Резолуцији Информбироа. Притворен је у истој ћелији на Обилићевом венцу, у којој га је држао Гестапо 1941. године. Саслушан је и одведен у затвор на Голом отоку.
Научили су ме да мрзим. Ја нисам знао да мрзим до Голог отока. Ја сам ратовао против Немаца, али нисам мрзео Немце. (...) Да мрзим Јосипа Броза, да мрзим ту Партију. Видим, одједном, да је то све једна огромна превара, да је то банда, да је све било зарад освајања и доласка на власт...
Са супругом Даринком је 3. септембра 1951. године добио сина Војислава Михаиловића, коме је дао име по свом млађем брату Војиславу. Сина је видео први пут тек након две године, пошто се родио док је Бранко био на Голом отоку. Доцније им се родио и други син Зоран.
Тек након Двадесетог конгреса Комунистичке партије Совјетског Савеза 1956. године, Бранко је одустао од марксистичких идеја.

### Последње године
Пензионисан је као правни саветник у Ауто-мото савезу Србије. О својим ратним данима је говорио у разговору са Вуком Драшковићем за Српску реч, издање од 5. септембра 1990. године:
...имао сам срећу да уопште нисам учествовао у грађанском рату. Ја нисам испалио ни један метак ни на четнике ни на партизане. Оно право што сам учествовао у рату - то је Сремски фронт. (...) ...према нама су били само усташе и Немци.
Тада је говорио да је тек тих година из бројних књига научио много о догађајима и личностима из рата:
...то су били Равногорци, патриоте, антифашисти, часни људи. Срби. Браниоци Отаџбине... Додуше, међу четницима је било појединих људи, појединих делова који су и ово и оно, али без основа је бачена љага на цео покрет на водећу личност, знате... А какве су све злочине чинили партизани?! Матица Равногорског покрета била је чиста, а Матица Брозовог покрета је била нечиста, антисрпска...
У разговору са књижевником и новинаром Гораном Лазовићем 1992. године, Бранко је рекао:
Причали су ми да је тата живео у једној кући поред Барајева, да је држан у изолацији и да је наводно умро 1953. Други су га опет сретали на Теразијама, чудили се с каквом мирноћом разгледа излоге и једе трешње. Чуо сам и причу по којој је мој отац свакодневно играо карте са Ранковићем...
Бранко Михаиловић је умро 1995. године у Београду.

## Породица

### Родитељи
| Фотографија | Име и презиме                            | Датум рођења       | Датум смрти   |
| ----------- | ---------------------------------------- | ------------------ | ------------- |
|             | Драгољуб Дража Михаиловић                | 14/26. април 1893. | 17. јул 1946. |
|             | Јелица Михаиловић (девојачко: Бранковић) | 1895.              | 1970.         |

### Супружник
| Фотографија | Име и презиме         | Датум рођена | Датум смрти |
| ----------- | --------------------- | ------------ | ----------- |
|             | Даринка Д. Михаиловић | 1923.        |             |

### Деца
| Фотографија | Име и презиме       | Датум рођења       |
| ----------- | ------------------- | ------------------ |
|             | Војислав Михаиловић | 3. септембар 1951. |
|             | Зоран Михаиловић    |                    |